# Драган Тенев
Драган Тенев е български юрист, белетрист и изкуствовед.

## Биография
Роден е на 12 април 1919 г. в семейството на поетесата Ружа Драганова Тенева – Северина и художника Димитър Тенев.
Женен за Надя Тенева. Дъщеря му е Северина Тенева – българска актриса.
Драган Тенев е един от основателите и водещ на предаването „Минаха години“ по БНТ.
Почива на 27 септември 1999 г. в гр. София.

## Произведения
Автор е на книгите:
- „През гори и пустини“ (фантастични разкази)
- „Чудната история на изкуството“, I изд. 1970 г.
- „Вечно зеленото клонче“, I изд. 1979 г.
- „40 разказа за велики композитори“, 1979 г.
- „Неаполитанската песен“, 1980 г.
- „Малки разкази за велики художници“, 1981 г.
- „Цветни картички от...“, 1983 г.
- „Слънцето изгря най-късно на изток“, 1987 г.
- „Тристахилядна София и аз между двете войни“, I изд. 1992 г.
- „Стари моментални снимки без ретуш“, 1999 г.